# Андрюшево
Андрю́шево (чув. Чӑрӑшкасси) — деревня в Ибресинском районе Чувашской Республики. Входит в состав Хормалинского сельского поселения.

## Название
По существующей легенде название деревни произошло по имени его основателя Клима. Эта легенда гласит, что некие Андрюш, Чураш и Клим в XVII веке шли по реке Хома. У каждого из них были разные предпочтения в отношении красот природы. Это послужило причиной того, что они разделились. Андюш и Чураш остановились в холмистых местах округи, а Клим спустился в низовые места. Таким образом образовались три селения, расположенные недалеко друг от друга: Климово, Чурашево (Новое Чурашево) и Андрюшево.

## Известные андрюшевцы
- Лазарев Александр Лазаревич — защитник Брестской крепости[3], р. в 1911 в д. Андрюшево Ибресинского р-на Чувашии, призван Ибресинским РВК в 1939, ст. сержант, пом. командира химвзвода 333-го СП.